# Anthocoris butleri
Anthocoris butleri is een wants uit de familie van de bloemwantsen (Anthocoridae). De soort werd het eerst wetenschappelijk beschreven door Walter J. Le Quesne in 1954.

## Uiterlijk
De wants is, als volwassen dier, altijd macropteer (langvleugelig) en kan 3.5 tot 4 mm lang worden. De buitenkant van het uiteinde van het hoornachtige gedeelte van de voorvleugel (cuneus) is glanzend en ruw, duidelijk contrasterend met het matte driehoekige gedeelte rond het scutellum (de clavus). De antennes zijn kort, met een langer tweede antennesegment, dat langer is dan de breedte van de kop. Het eerste antennesegment is donker, het tweede gedeeltelijk licht aan het begin. De soort lijkt veel op de zeer algemene soort Anthocoris nemoralis en wordt hier waarschijnlijk vaak voor aangezien omdat ze alleen op genetalia te onderscheiden zijn.

## Leefwijze
Er zijn waarschijnlijk twee generaties per jaar en de volwassen wantsen kunnen van april tot oktober gevonden worden in tuinen en parken waar de waardplant, buxus groeit. De wants leeft vooral als nimf alleen op Buxus en jaagt daar op de buxusbladvlo (Psylla buxi).

## Leefgebied
De soort staat in Nederland als zeldzaam te boek, maar is lastig te onderscheiden van de veel algemenere Anthocoris nemoralis. De wants komt verder voornamelijk voor in West-Europa